# Garen Bloch
Garen Bloch (6 de setembro de 1978 - 21 de julho de 2018) foi um ciclista sul-africano.

## Carreira
Ele competiu pela Africa do Sul no ciclismo de estrada dos Jogos Olímpicos de Verão de 2000.